# Usk (pays de Galles)
Pour les articles homonymes, voir Usk.
Usk (en anglais) ou Brynbuga (en gallois) est une ville du Monmouthshire, au pays de Galles. Elle se trouve sur la rivière Usk.